# Convention internationale pour la règlementation de la chasse à la baleine

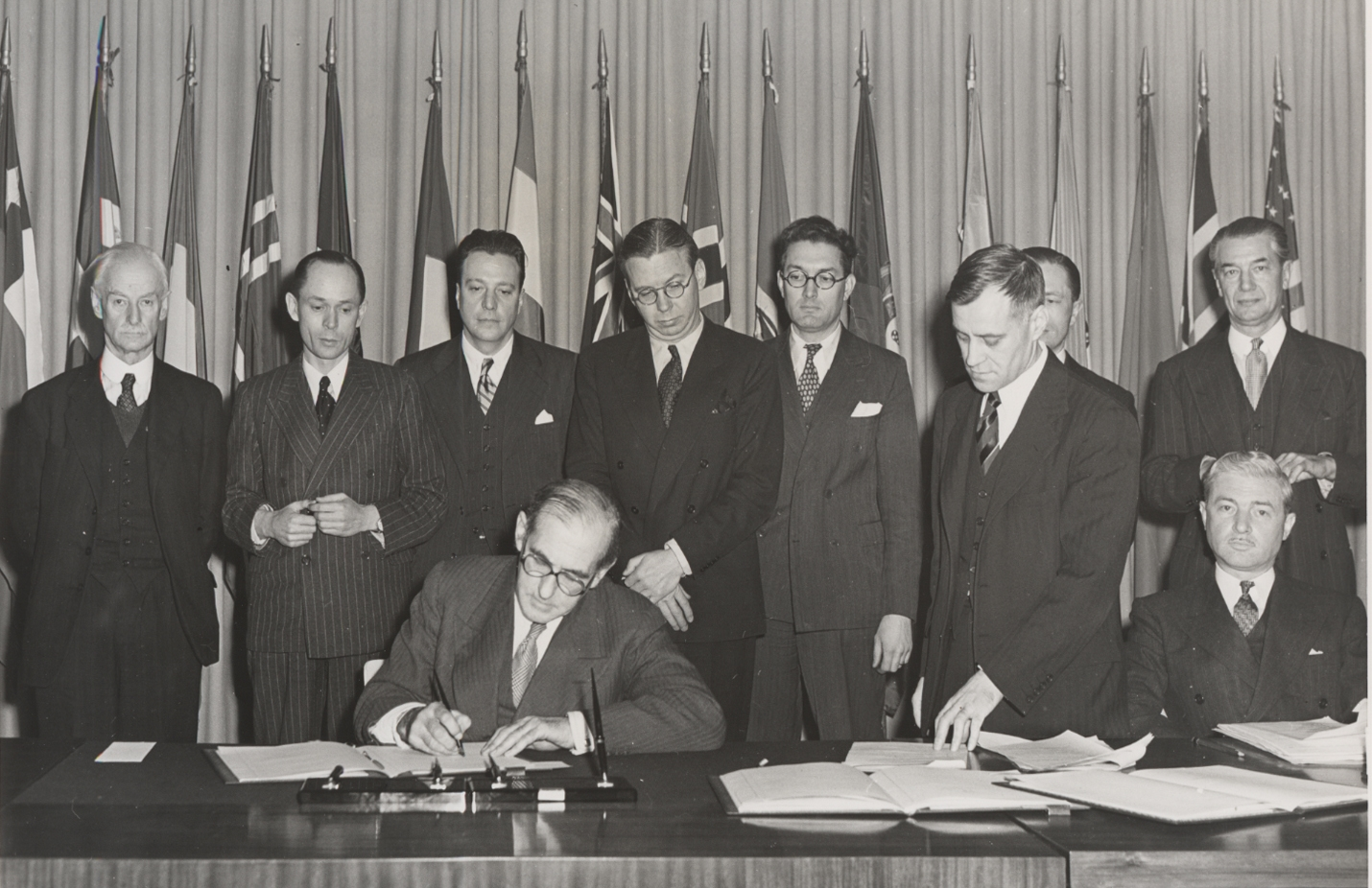
Signature de la Convention internationale pour la règlementation de la chasse à la baleine, à Washington, le 2 décembre 1946

La Convention internationale pour la règlementation de la chasse à la baleine est un accord environnemental international signé par 15 nations à Washington le 2 décembre 1946 et entré en vigueur à partir du 10 novembre 1948. 

## Objectif
Cet accord international entend protéger les cétacés en établissant des quotas restrictif pour la chasse à la baleine tout en assurant à celle-ci un développement régulier.

## Histoire
Cette convention succède à l'International Agreement for the Regulation of Whaling, signé à Londres le Date 8 juin 1937 et ses protocoles signés à Londres le 24 juin 1938 et 26 novembre 1945. Elle réglemente les prises commerciales, scientifiques et aborigènes des 89 pays membres.
L'objectif de l'agrément était de protéger toute espèce de baleine de la surpêche et d'établir un système international de régulation de la chasse à la baleine afin d'assurer une bonne conservation et un développement des stocks de baleines, afin de sauvegarder pour les générations futures cette importante ressource naturelle.
Un protocole additif a été adjoint à la convention, et signé à Washington (le 19 novembre 1956), étendant la définition de « baleinier » aux hélicoptères notamment.
Cette convention peut contribuer à la mise en œuvre de l'Objectif de développement durable n° 14 : vie aquatique établi par l'ONU pour l'Agenda 2030 en 2015.

## Moyens d'application
L'instrument principal de la convention est la Commission baleinière internationale établie à sa suite. 
Elle a opéré de nombreuses révisions de la convention, autorisant notamment des gouvernements à pratiquer des prises à des fins scientifiques.

## Signataires
Les nations membres de la convention sont : Allemagne, Antigua-et-Barbuda, Argentine, Australie, Autriche, Belgique, Belize, Brésil, Bulgarie, Cambodge, Cameroun, Chili, Chine (république de Chine puis république populaire de Chine), Chypre, Colombie, république du Congo, Corée du Sud, Costa Rica, Côte d'Ivoire, Croatie, Danemark, République dominicaine, Dominique, Équateur, Érythrée, Estonie, États-Unis, Finlande, France, Gabon, Gambie, Ghana, Grèce, Grenade, Guatemala, Guinée, Guinée-Bissau, Hongrie, Inde, Irlande, Islande, Israël, Italie, Kenya, Kiribati, Laos, Lituanie, Duché de Luxembourg, Mali, Îles Marshall, Mauritanie, Mexique, Monaco, Mongolie, Maroc, Nauru, Nicaragua, Nouvelle-Zélande, Norvège, Oman, Palaos, Panama, Pays-Bas, Pérou, Pologne, Portugal, Roumanie, Russie, Saint-Christophe-et-Niévès, Sainte-Lucie, Saint-Vincent-et-les-Grenadines, Sénégal, Îles Salomon, Saint-Marin, Slovaquie, Slovénie, République tchèque, Afrique du Sud, Espagne, Suède, Suisse, Suriname, Royaume-Uni, Tanzanie, Togo, Tuvalu et Uruguay.

## Rétractations
Un certain nombre de pays furent signataires un temps : Canada, Égypte, Jamaïque, république de Maurice, Philippines, Seychelles, Venezuela et le Japon jusqu'en 2018.

## Vidéographie
- « Allow things to unfold and you will find your purpose in life » (consulté le 13 novembre 2022)